# Anthemiphyllia macrolobata
Anthemiphyllia macrolobata är en korallart som beskrevs av Stephen D. Cairns 1999. Anthemiphyllia macrolobata ingår i släktet Anthemiphyllia och familjen Anthemiphylliidae. Inga underarter finns listade i Catalogue of Life.